# Konetsgor'e
Konetsgor'e (in russo Конецгорье) è un villaggio (деревня) russo del Vinogradovskij rajon, nell'oblast' di Arcangelo. (Comune Osinovo).